# Souper
Le souper est un terme utilisé majoritairement dans certains pays francophones pour désigner le repas du soir. Parfois, il désigne aussi un repas pris à une heure avancée de la nuit, après un spectacle.

## Étymologie
Le souper doit son nom à l'aliment principal dont il était composé : la soupe.

## Histoire
Le souper, au XVIIIe siècle, est le repas pris entre intimes de la haute société, et constitue jusqu'au milieu du XIXe siècle la conclusion nécessaire à toute soirée mondaine réussie.
« Nos ancêtres du XVIIe siècle, dont nos populations rurales ont encore conservé, en général, la terminologie sur ce point particulier, appelaient dîner le repas que nous nommons aujourd'hui déjeuner, et souper le repas du soir, désigné maintenant par dîner » (A. Dauzat, 1940).

## Usage régional
En France, le souper existe d'une manière régionale notamment dans sa moitié méridionale (Occitanie (région culturelle) : Gascogne, Languedoc, Limousin, Provence, ...) ainsi qu'en Franche-Comté, Lorraine, Hauts-de-France, Normandie et Rhône-Alpes. Le français général emploie maintenant le terme dîner sauf dans quelques formes composées comme : « souper fin » synonyme de souper gastronomique[réf. nécessaire] ou « souper de famille »[réf. nécessaire] qui est employée pour une réunion de famille élargie, souvent plurigénérationelle.
En Belgique, en Suisse romande, au Canada et en Vallée d'Aoste, ce terme reste pratiquement le seul utilisé pour désigner le repas du soir, car le terme dîner désigne le repas du midi.